# Enrique Carbajal
Pour les articles homonymes, voir Carbajal, González et Sebastian.
Enrique Carbajal González (né le 16 novembre 1947 à Chihuahua), plus connu sous le pseudonyme « Sebastián », est un sculpteur mexicain. Sa touche personnelle qui le distingue des autres sculpteurs est l'application de théories géométriques, topographiques et cristallographiques à ses sculptures monumentales.

## Présentation
Sebastián est membre du World Arts Forum Council basé à Genève. Il est chercheur à temps complet de l'Université nationale autonome du Mexique, membre du Conseil Consultatif du Conseil National pour la Culture et les Arts (CNCA) et bénéficiaire du Système National des Créateurs 1994-1996. Il a été invité d'honneur de la Triennale d'Art du Caire en 1994.
Depuis ses débuts en 1968, il a réalisé plus de 120 expositions individuelles au Mexique et dans de nombreux pays étrangers : Allemagne, Belgique, Brésil, Colombie, Espagne, Pays-Bas, Suède, Norvège, Irlande, Angleterre, Portugal, Italie, Danemark, Canada, Finlande, États-Unis, France, Japon, Suisse et Venezuela. Ses œuvres sont également présentes dans le monde entier : du caballito (petit cheval) de Mexico à Kadoma, au Japon, en passant par Monterrey, Tabasco, Michoacán, Manzanillo, Chiapas, Kingston, Buenos Aires, La Havane, Montevideo, Rio de Janeiro, Albuquerque, Denver, Englewood, New York, Berne, Hakone, Nagoya et Ōsaka.

## Œuvres

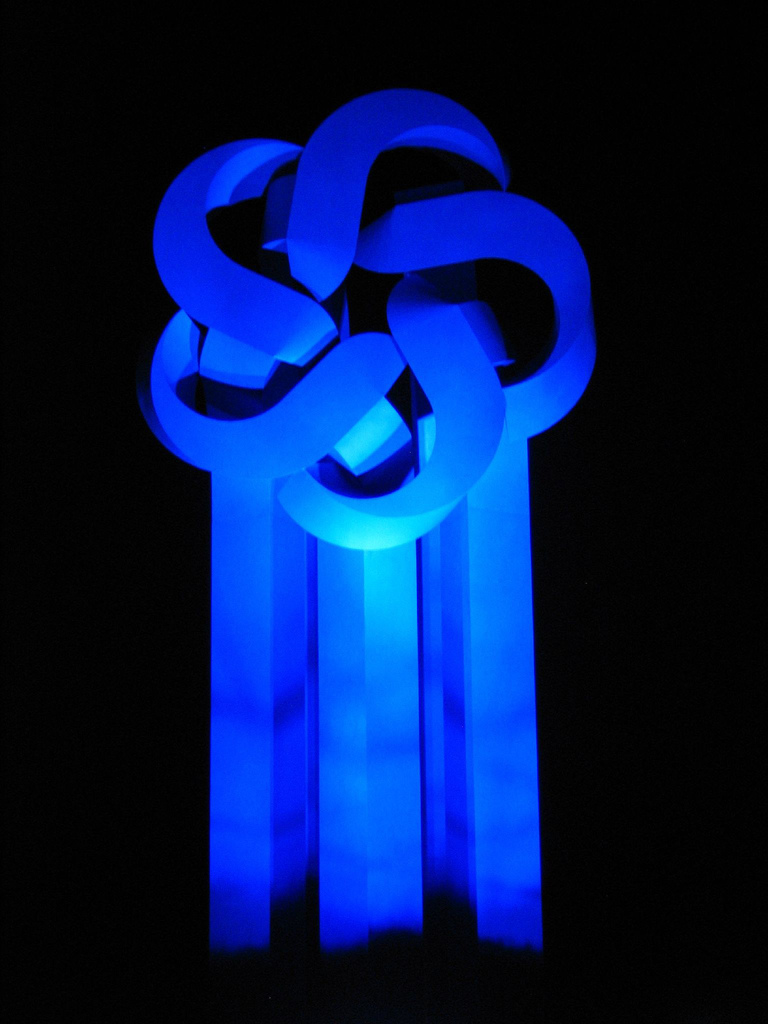
Fonatur Mexique
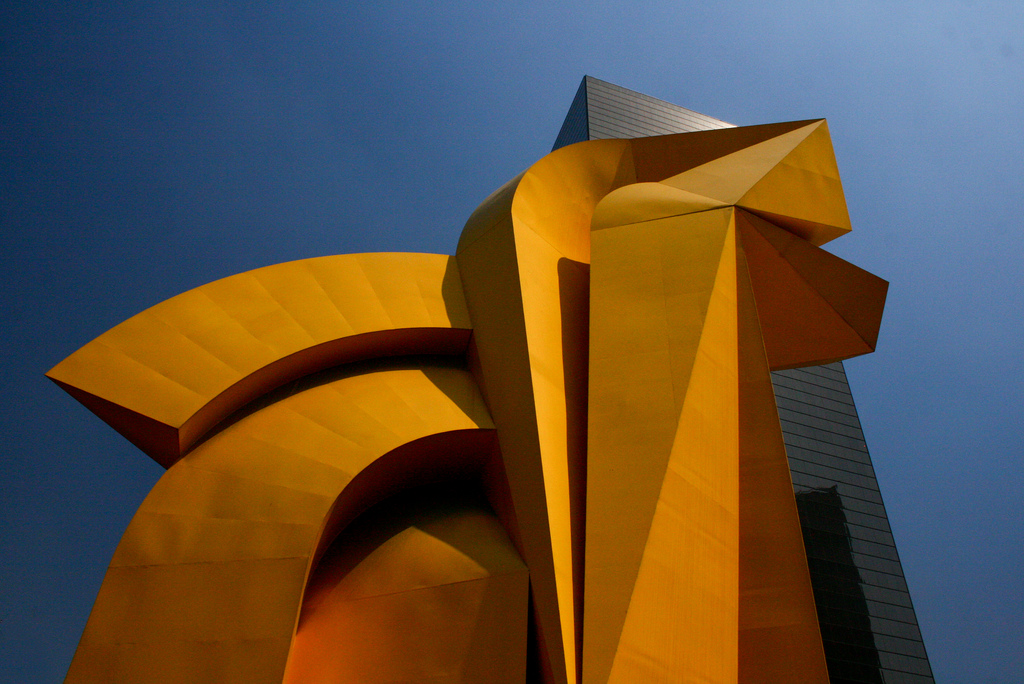
Cabeza de Caballo Mexique
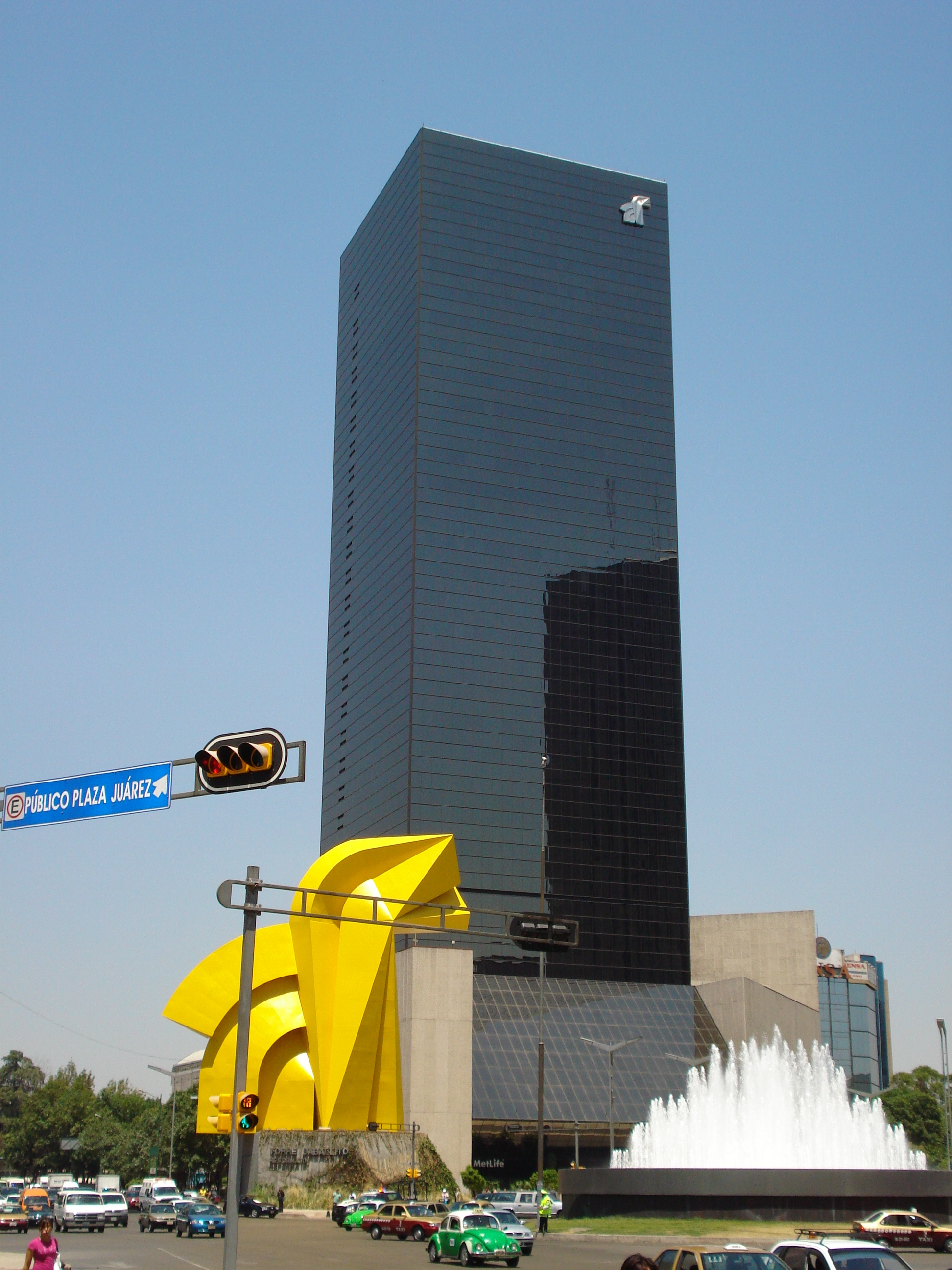
"Caballito" Mexique
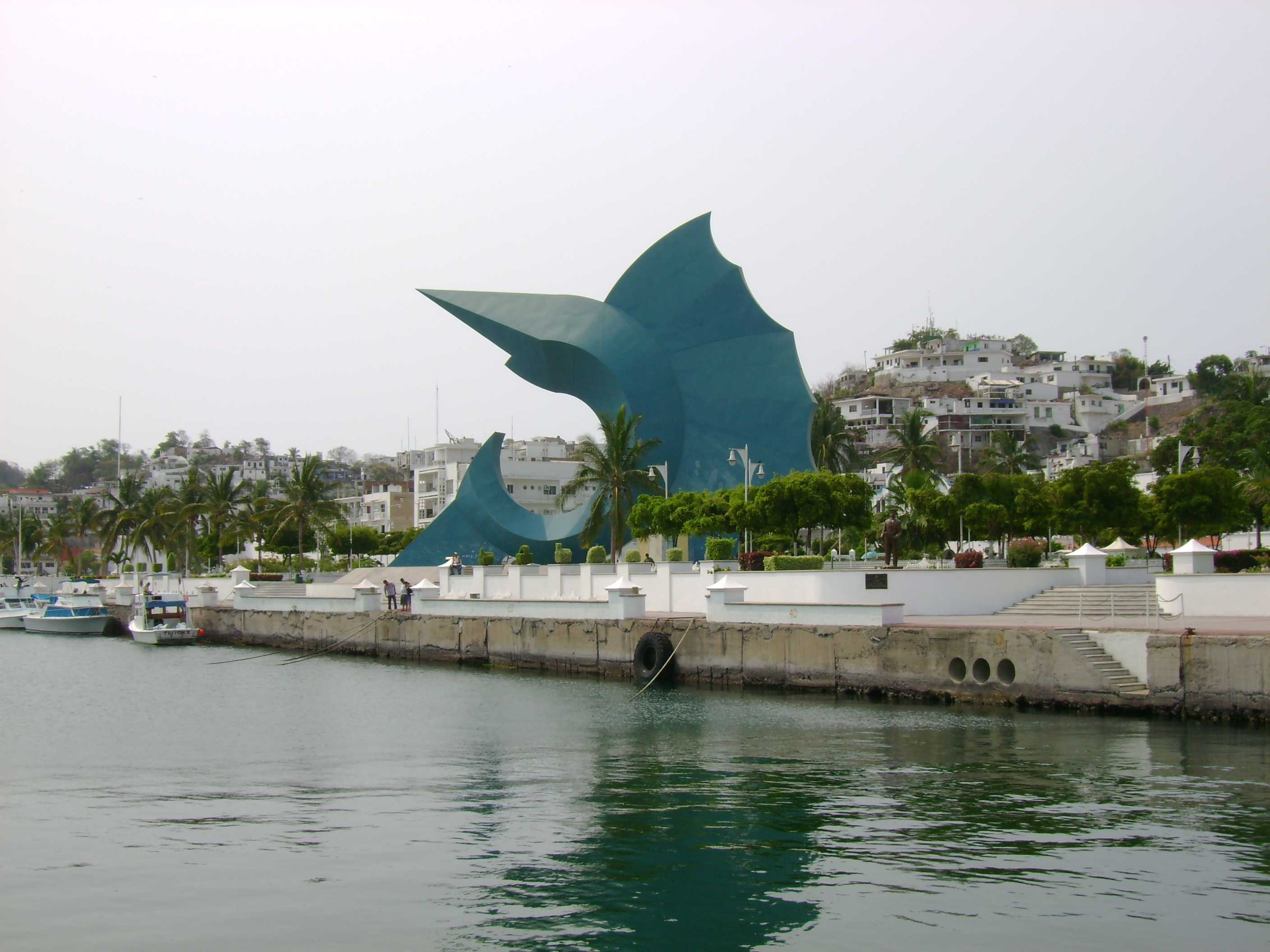
Mexique
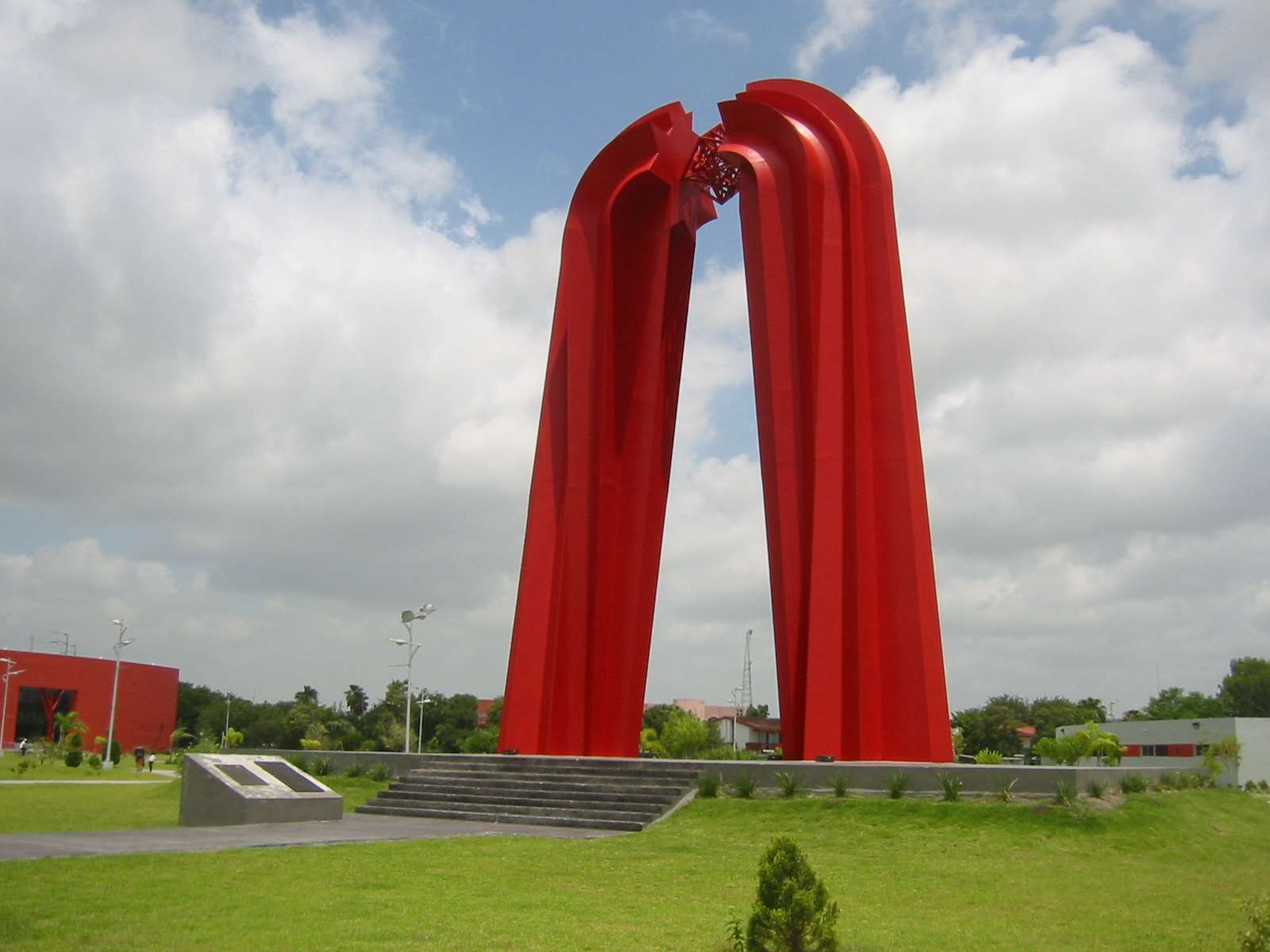
Gran Puerta de México Mexique
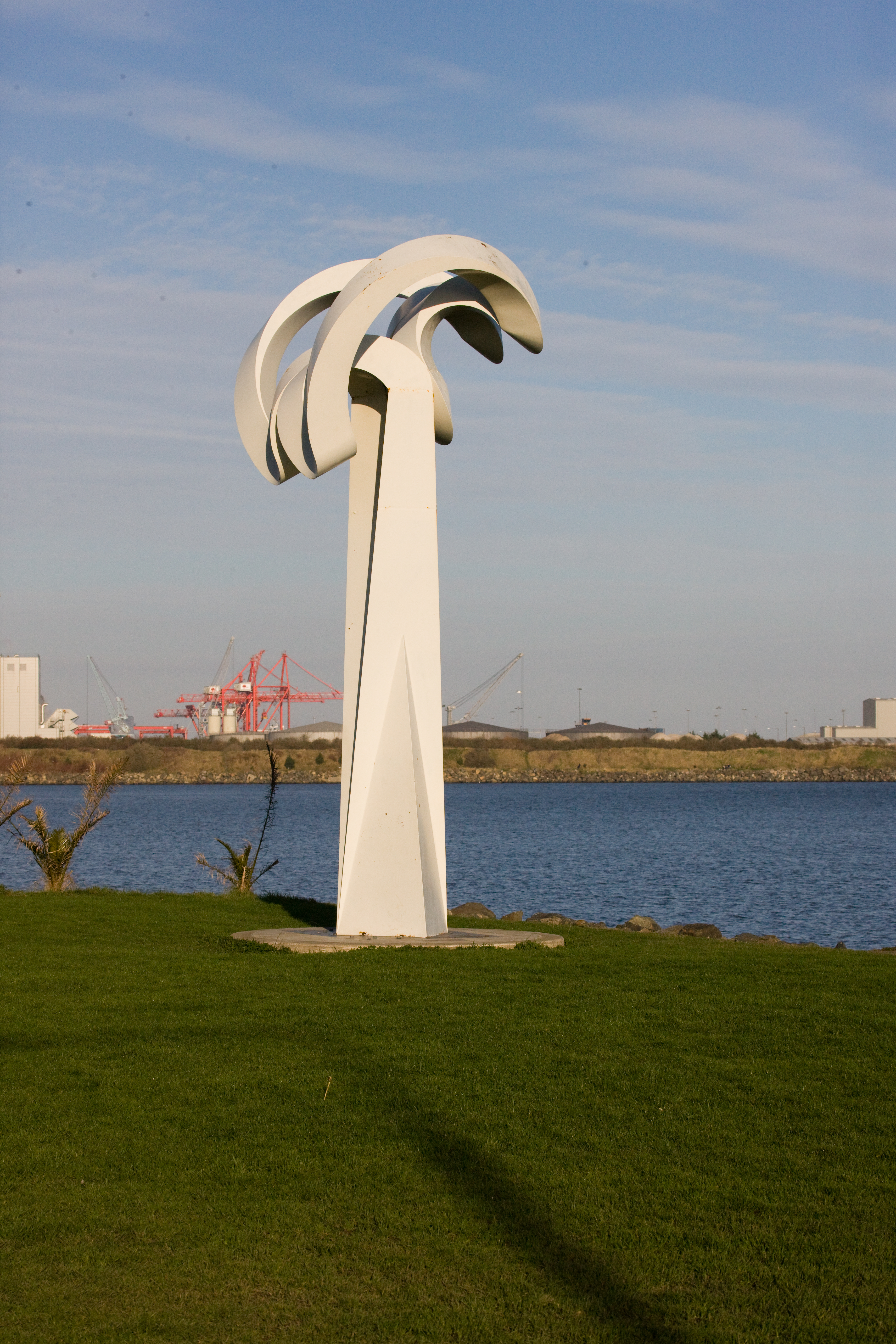
Awaiting the Mariner Dublin

- En 1995, il remporte le concours pour construire le symbole de la ville de Kadoma, au Japon
- En 2004, il construit le symbole de la Vallée de Tecomán, État de Colima : El Limonero, Árbol de la vida, 35 mètres pour 110 tonnes.
- Arcos del milenio aux Jardines del Bosque de Guadalajara.
- Sculpture de marlin au centre-ville de Manzanillo

## Distinctions
Sculpture
- Superior Prize du Hakone Open Air Museum (Japon)
- Prix de Bronze de la ABC Ashi Broadcasting Corporation (Osaka)
- Prix du Jury de l'International Graphic Triennal (Norvège)
- Grand Prix d'Or du concours ORC-City (Osaka)
- Coupe Phœnix (Sakai, Japon)

Peinture
- Prix Mainichi de la Triennale de Peinture (Osaka)